# Nicola di Flüe
Nicolao della Flüe (in tedesco Niklaus von Flüe, in francese Nicolás de Flue) (Flüeli-Ranft, 1417 – Flüeli-Ranft, 21 marzo 1487) è stato un magistrato, politico e santo svizzero. Nacque, visse e morì nel piccolo paese di Flüeli, oggi Flüeli-Ranft, dove fu contadino, magistrato, deputato alla Dieta federale, soldato e ufficiale dell'esercito confederato. È venerato come santo dalla Chiesa cattolica, ed è il patrono della Svizzera.

## Biografia

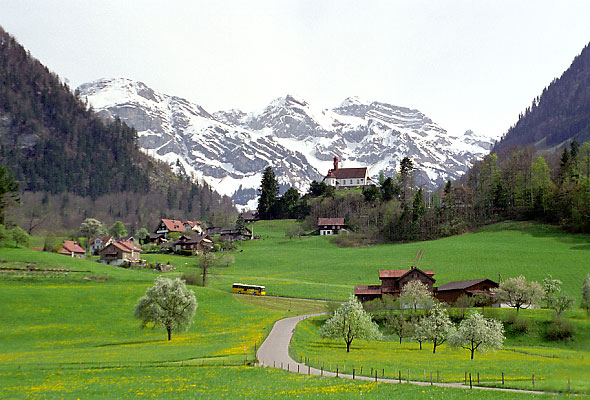
Flüeli-Ranft, paese natale di Nicolao.

Nato in una famiglia di contadini di montagna, da Heinrich von Flüe e Hemma Ruobert, a Flüeli-Ranft, piccolo villaggio nel comune di Sachseln, passò gran parte della sua vita svolgendo questa attività.
Dopo aver partecipato come soldato e poi come ufficiale alle guerre che i confederati tennero contro gli Asburgo dal 1440 al 1444, sposò Dorotea Wyss di Schwendi, da cui ebbe dieci figli. Fu anche giudice, consigliere e deputato alla Dieta federale.
Istruito alla mistica dal suo amico sacerdote Heimo am Grund, nel 1467 chiese alla moglie il permesso di lasciare la famiglia e di ritirarsi in solitudine. Il figlio più piccolo non aveva ancora un anno e il più grande, Hans, ne aveva venti. Ottenuto il consenso dalla famiglia il 16 ottobre di quell'anno, si ritirò a vita eremitica nella vicina valle del Ranft. Qui visse vent'anni in meditazione e nelle più aspre penitenze.
In un brano riportato da Geiler di Kaisersberg, egli racconta la discussione avuta con l'eremita: «Mio caro Nicolao, voi conducete una vita dura, più dura, mi hanno detto, di quella di qualsiasi certosino e di qualsiasi sacerdote. Non avete paura di sbagliarvi, di essere sulla falsa strada?». La risposta di Nicolao fu: «Se ho umiltà e fede, non posso sbagliare rotta».
Fin dalla fanciulezza ebbe molte visioni. Dal suo ritiro al Ranft, rimase fino alla sua morte senza nutrirsi di null'altro che del Santissimo Sacramento.

### Uomo politico

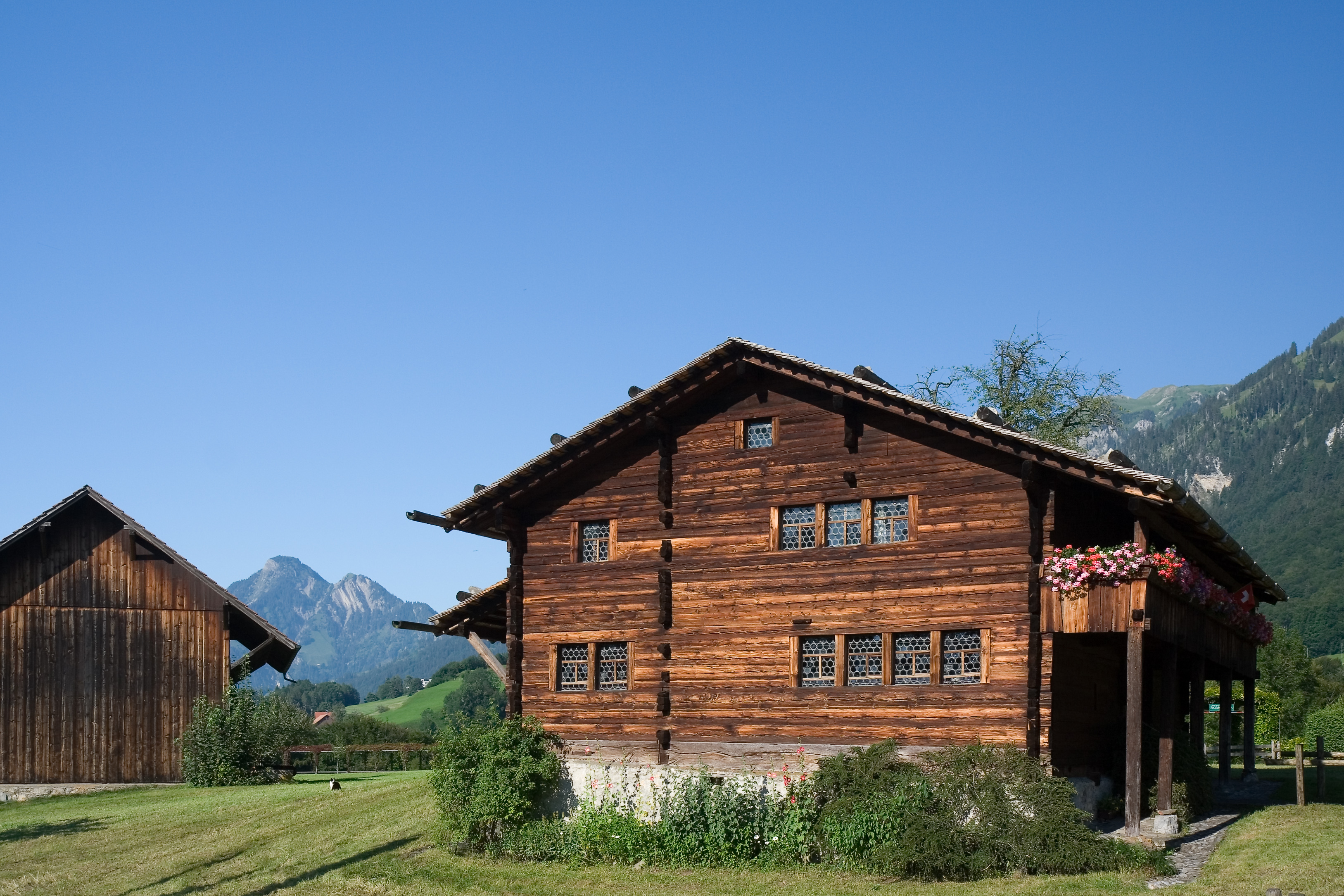
La casa del Santo.

Pur essendo solo un contadino analfabeta, che aveva abbandonato il mondo per vivere da eremita, il mondo e i suoi concittadini vennero spesso a cercarlo, per ottenere consiglio. Molte sono le cronache del tempo che testimoniano questi suoi interventi. La più importante, per la nascente nazione svizzera, fu il suo contributo alla dieta di Stans del 22 dicembre 1481. Riportiamo la cronaca del contemporaneo lucernese Diebold Schilling.
Di quanto Nicolao abbia veramente detto in quell'occasione, non ci sono pervenute testimonianze. Abbiamo invece la risposta che Nicolao diede nel 1482 alla città di Costanza, in lite con la Confederazione a proposito dell'esercizio del diritto di suprema giustizia in Turgovia, e che aveva chiesto il suo intervento. «Per quel che mi concerne, dice Bruder Klaus, mi auguro che le mie parole possano condurre alla pace e che gli Svizzeri vi accordino la vostra richiesta. Il mio consiglio è che voi diate prova di benevolenza in questo affare, poiché un bene ne porta un altro. Se l'amicizia non arriva a regolare le contese, allora la cosa migliore sarà il diritto».
Negli Annales de Hirsau, redatti tra il 1511 e il 1513, Giovanni di Trittenheim attribuisce a Nicolao la seguente frase: «Se rimanete entro le vostre frontiere, nessuno vi batterà mai; ma sarete in ogni epoca più forti di tutti i vostri avversari, e li vincerete. Ma se, sedotti dalla cupidigia e dalla passione di dominare, cominciate a dilatare il vostro impero nel mondo, la vostra forza vi abbandonerà presto».
Altra testimonianza ci giunge da Bernardino Imperiali, che nel 1483 fu inviato dal duca di Milano, preoccupato per le relazioni tese con i Confederati, presso l'anacoreta. Bernardino porta in dono un'auna di raso verde, e un messaggio del duca. Bernardino trascorre al Ranft una sera e il mattino seguente. Lo trova bene informato su ogni cosa. Nicolao fa portare al duca il messaggio «... di non tener conto dei dettagli e di vivere in pace con gli Svizzeri». Al che il duca farà rispondere che le sue intenzioni sono pacifiche.

### Teologia
San Nicolao contemplava il simbolo della ruota a sei raggi, che raffigurava l'attività interna (ad intra) della Trinità e l'attività esterna (ad extra). Un pellegrino che fece visita al santo così ne descrive la spiegazione che l'eremita gli diede.
Ed ecco che il suo corpo delicato, ce lo ha dato come nutrimento, unito alla divinità che ne è inseparabile. Guarda questo altro raggio che è anche lui largo vicino al cerchio interno e piccolo contro il cerchio esterno, all'infuori: così la grande potenza del Dio onnipotente è contenuta sotto le apparenze della piccola ostia. Ed ora osserva l'ultimo raggio della ruota, che è anch'esso largo vicino al cerchio interno e piccolo verso l'esterno: è il simbolo della nostra vita, breve e passeggera. In questo breve tempo, potessimo noi con l'amore divino meritare una gioia indicibile che mai avrà fine. Ecco il significato della mia ruota.»
Diversa fu l'interpretazione data a questa ruota dal protestantesimo. Mattia Flacio Illirico, padre della storia ecclesiastica protestante, nel 1556 la interpreta in questo modo nel suo Catalogo dei testimoni della verità che, nei tempi andati, hanno protestato contro il papato:

## Il culto
Venne canonizzato il 15 maggio 1947 da papa Pio XII che lo proclamò anche patrono della Svizzera, dove viene festeggiato il 25 settembre, invece i vetero-cattolici lo venerano il 22 marzo.

### La preghiera
Questa preghiera veniva recitata giornalmente da Nicolao.
| Mein Herr und mein Gott,        | (Mio Signore e mio Dio)            |
| nimm alles von mir,             | (togli da me)                      |
| was mich hindert zu dir.        | (tutto quello che mi divide da Te) |
| Mein Herr und mein Gott,        | (Mio Signore e mio Dio)            |
| gib alles mir,                  | (dammi tutto)                      |
| was mich führet zu dir.         | (quello che mi conduce a Te)       |
| Mein Herr und mein Gott,        | (Mio Signore e mio Dio)            |
| nimm mich mir                   | (toglimi a me)                     |
| und gib mich ganz zu eigen dir. | (e dammi tutto a Te)               |

## Discendenza
Il luogotenente Ludwig von Flüe, comandante delle guardie svizzere che fece il suo dovere a difesa della Bastiglia il 14 luglio 1789, era un suo discendente diretto.